# José Ferrer (acteur)
Pour les articles homonymes, voir Ferrer et José Ferrer.
Ne doit pas être confondu avec Mel Ferrer.
José Ferrer est un acteur, réalisateur et scénariste américain, né le 8 janvier 1912 à Santurce (Porto Rico), et mort le 26 janvier 1992 à Coral Gables en Floride.

## Biographie

### Origines et jeunesse
José Ferrer naît sous le nom d'état civil de José Vicente Ferrer de Otero y Cintrón, dans le quartier Santurce de San Juan à Porto Rico, de Maria Providencia (née Cintrón) et de Rafael Ferrer, un avocat et écrivain.
En 1933, il est diplômé de l'université de Princeton. Il fait ses débuts à Broadway en 1935. En 1940, il joue son premier rôle principal dans Charley's Aunt, suivi, en 1943, du rôle de Iago dans Othello.

### Carrière
Ferrer joue Cyrano au cinéma dans le film de Michael Gordon en 1950, rôle qu'il reprend à New York sous sa propre direction en 1953, puis en 1964 dans Cyrano et d'Artagnan d'Abel Gance. Il joue également Cyrano dans deux téléfilms qui lui valent des nominations aux Emmy Awards. Avec celles aux Oscars et aux Tony Awards, il est le seul acteur à avoir été nommé pour le même rôle dans différentes productions.

### Vie privée
Ferrer a été marié dix ans avec l'actrice Uta Hagen (de 1938 à 1948), avec laquelle il a eu une fille, Leticia (« Lettie ») Ferrer. Il épouse en 1948 Phyllis Hill, danseuse et actrice, dont il divorce en 1953 pour se remarier aussitôt avec Rosemary Clooney (tante de l'acteur George Clooney) dont il a cinq enfants : l'acteur Miguel José (né le 7 février 1955 et mort le 19 janvier 2017), Maria (née le 9 août 1956), Gabriel (né le 1er août 1957), Monsita (née le 13 octobre 1958) et Rafael (né le 23 mars 1960). Ils divorcent en 1961, se remarient ensemble en 1964 mais divorcent à nouveau trois ans plus tard. Leur fils, Gabriel Ferrer, est marié à la chanteuse Debby Boone, fille de Pat Boone.

### Mort
José Ferrer meurt d'un cancer du côlon à Coral Gables (Floride) en 1992. Il est enterré au cimetière Santa Maria Magdalena de Pazzis de San Juan à Porto Rico.

## Filmographie

### Acteur

#### Cinéma
- 1948 : Jeanne d'Arc (Joan of Arc) : le dauphin, futur Charles VII, roi de France
- 1949 : Le Mystérieux Docteur Korvo (Whirlpool) : David Korvo
- 1950 : Fureur secrète (The Secret Fury) : Jose
- 1950 : Cas de conscience (Crisis) : Raoul Farrago
- 1950 : Cyrano de Bergerac, de Michael Gordon : Cyrano de Bergerac
- 1952 : Tout peut arriver (Anything Can Happen) : Giorgi
- 1952 : Moulin Rouge, de John Huston : Henri de Toulouse-Lautrec et le Comte de Toulouse-Lautrec
- 1953 : La Belle du Pacifique (Miss Sadie Thompson) de Curtis Bernhardt : Alfred Davidson
- 1954 : Ouragan sur le Caine (The Caine Mutiny) d'Edward Dmytryk : Lt. Barney Greenwald
- 1954 : Au fond de mon cœur de Stanley Donen : Sigmund Romberg
- 1955 : Ange ou Démon (The Shrike) : Jim Downs
- 1955 : Commando dans la Gironde (The Cockleshell Heroes) : le major Stringer
- 1956 : The Great Man de Aaron Rosenberg : Joe Harris
- 1958 : L'Affaire Dreyfus (I Accuse!) : Capitaine Alfred Dreyfus
- 1958 : L'amour coûte cher (High cost of Loving) de José Ferrer : Jim Fry
- 1961 : Les lauriers sont coupés (Return to Peyton Place) : Voix de Mark Steele, second interviewer
- 1961 : Forbid Them Not : Le narrateur (Voix)
- 1962 : Lawrence d'Arabie (Lawrence of Arabia) : Le Bey turc
- 1963 : À neuf heures de Rama (Nine Hours to Rama) de Mark Robson : Le superintendant de police Gopal Das
- 1963 : Le train de Berlin est arrêté (Verspätung in Marienborn) de Rolf Hädrich (de) : Cowan le reporter
- 1964 : Cyrano et d'Artagnan : Cyrano de Bergerac
- 1965 : La Plus Grande Histoire jamais contée (The Greatest Story Ever Told) : Hérode Antipas
- 1965 : La Nef des fous (Ship of Fools) : Siegfried Rieber
- 1967 : Enter Laughing : Harrison B. Marlowe
- 1967 : Les Aventures extraordinaires de Cervantes (Cervantes) : Hassan Bey
- 1969 : Españolear
- 1975 : Ordre de tuer (El Clan de los inmorales) : Inspecteur Reed
- 1976 : Le Bus en folie (The Big Bus) : Ironman
- 1976 : Paco : Fermin Flores
- 1976 : Forever Young, Forever Free : le père Alberto
- 1976 : Le Voyage des damnés (Voyage of the Damned) : Manuel Benitez
- 1977 : Crash! : Marc Denne
- 1977 : La Sentinelle des maudits (The Sentinel) : le prêtre de la fraternité
- 1977 : Who Has Seen the Wind : The Ben
- 1977 : The Private Files of J. Edgar Hoover : Lionel McCoy
- 1978 : Fedora : le docteur Vando
- 1978 : Dracula's Dog : l'nspecteur Branco
- 1978 : L'Inévitable Catastrophe (The Swarm) : Dr Andrews
- 1979 : A Life of Sin : Bishop
- 1979 : Le Cinquième Mousquetaire (The Fifth Musketeer) de Ken Annakin : Athos
- 1979 : Natural Enemies : Harry Rosenthal
- 1980 : Le Chinois (The Big Brawl) : Domenic
- 1981 : Les Tueurs de l'éclipse (Bloody Birthday) : le docteur
- 1982 : Comédie érotique d'une nuit d'été (A Midsummer Night's Sex Comedy) de Woody Allen : Léopold
- 1982 : Blood Tide : Nereus
- 1983 : The Being : Mayor Gordon Lane
- 1983 : To Be or Not to Be : Prof. Siletski
- 1984 : L'Enfer de la violence (The Evil That Men Do) : Dr Hector Lomelin
- 1984 : Dune : l'empereur Padishah Shaddam IV
- 1987 : The Sun and the Moon de Kevin Conway
- 1990 : Old Explorers : Warner Watney
- 1992 : Hired to Kill : Rallis
- 1992 : Laam Gong juen ji faan fei jo fung wan

#### Télévision
- 1959 : General Electric Theater (série télévisée) : Joe Garvey
- 1960 : No Place Like Home (téléfilm)
- 1963 : Le Plus Grand Chapiteau du monde (The Greatest Show on Earth) (série télévisée) : Harry Kyle
- 1963 : Le train de Berlin est arrêté (téléfilm) : Cowan le reporter
- 1964 : Ma sorcière bien-aimée (Bewitched) (série télévisée) : le narrateur (voix)
- 1967 : Kismet (téléfilm) : Hajj
- 1968 : A Case of Libel (téléfilm) : Boyd Bendix
- 1968 : L'Enfant au tambour (téléfilm) : Ben Haramed (voix)
- 1970 : The Aquarians (en) (téléfilm) : Dr Alfred Vreeland
- 1970 : Les Règles du jeu (The Name of the Game) (série télévisée) : Adrian Blake / Bristow
- 1971 : Gideon (téléfilm) : Angel of the Lord
- 1971 : Crosscurrent (téléfilm) : Dr Charles Bedford
- 1971 : Banyon (série télévisée) : Lee Jennings
- 1973 : Kojak (série télévisée) : Jake Weinhaus
- 1973 : Great Mysteries (série télévisée) : Old Harry
- 1974 : Columbo : saison 3 (série télévisée, épisode : Mind over Mayhem[3]) : Dr Marshall Cahill
- 1975 : The Missing Are Deadly (téléfilm) : M.. Warren
- 1975 : Medical Story (téléfilm) : Dr William Knowland
- 1975 : The Art of Crime (téléfilm) : Beckwith Sloan
- 1976 : Starsky et Hutch (série télévisée) : Crazy Joey Fortune
- 1977 : The Rhinemann Exchange (série télévisée) : Erich Rhinemann
- 1977 : Simple Gifts (téléfilm) : Le narrateur (Voix)
- 1977 : Exo-Man (téléfilm) : Kermit Haas
- 1978 : Le Retour du capitaine Nemo (The Return of Captain Nemo) (téléfilm) : Capitaine Nemo
- 1979 : Terreur à bord (The French Atlantic Affair) (série télévisée) : Président Aristide Bouchard
- 1979 : Bizarre, bizarre (The man from the south) : Carlos
- 1980 : Battles: The Murder That Wouldn't Die (téléfilm) : Jeff Briggs
- 1980 : The Dream Merchants (téléfilm) : Georges Pappas
- 1980 : Pleasure Palace (téléfilm) : 'Pokey' Poquette
- 1981 : Evita Peron (téléfilm) : Agustín Magaldi
- 1981 : Berlin Tunnel 21 (téléfilm) : Komanski
- 1981 : Peter and Paul (téléfilm) : Gamaliel
- 1981 : Magnum (série télévisée) : Juge Robert Caine
- 1981 et 1986 : La croisière s'amuse (The Love Boat) (série télévisée) : Deke / Simon Beck
- 1982 : Quincy (série télévisée) : Dr Stanley Royce
- 1983 : Kennedy contre Hoffa (Blood Feud) (téléfilm) : Edward Bennett
- 1983 : Mystère et bas nylon (This Girl for Hire) (téléfilm) : Harrison Wooly
- 1984 : Hôtel (série télévisée) : Alex Huff
- 1984 : Arabesque (Murder She Wrote) (série télévisée) : Cagliostro
- 1984 : George Washington (en) (série télévisée) : Lt. Gov. Robert Dinwiddle
- 1984 : Samson et Dalila (Samson and Delilah) (téléfilm) : Le haut prêtre
- 1985 : Covenant (téléfilm) : Victor Noble
- 1985 : Hitler's S.S.: Portrait of Evil (téléfilm) : Prof. Ludwig Rosenberg
- 1985 : Dans des griffes de soie (Seduced) (téléfilm) : James Killian
- 1985-1987 : Newhart (série télévisée) : Arthur Vanderkellen
- 1986 : Matlock (série télévisée) : Nicholas Baron
- 1986 : Bridges to Cross (série télévisée) : Morris Kane
- 1986 : La fleur ensanglantée (Blood & Orchids) (téléfilm) : Walter Bergman
- 1987 : The Wind in the Willows (téléfilm) : Badger (voix)
- 1987 : Le jeune Harry Oudini (Young Harry Oudini) (téléfilm) : Dr Tybalt Grimaldi
- 1988 : 1, rue Sésame (série télévisée) : Tio Jose'
- 1988 : American Playhouse (téléfilm) : Professeur Leeds
- 1989 : Mother's Day (téléfilm)
- 1989-1991 : Another World (série télévisée) : Reuben Moreno
- 1991 : The Perfect Tribute (téléfilm) : Edward Everett

### Réalisateur
- 1955 : Ange ou Démon (The Shrike)
- 1955 : Commando dans la Gironde (The Cockleshell Heroes)
- 1956 : The Great Man
- 1958 : L'Affaire Dreyfus (I Accuse!)
- 1958 : L'amour coûte cher (High cost of Loving)
- 1961 : Les lauriers sont coupés (Return to Peyton Place)
- 1962 : La Foire aux illusions (State Fair)
- 1982 : A Conflict of Interest (téléfilm)

### Scénariste
- 1956 : The Great Man

## Distinctions

### Récompenses
- Oscar du meilleur acteur en 1951 pour le rôle de Cyrano de Bergerac dans Cyrano de Bergerac de Michael Gordon
- Tony Award du meilleur metteur en scène en 1952 pour The Shrike, The Fourposter et Stalag 17

### Nominations
- Oscar du meilleur acteur dans un second rôle en 1948 pour le rôle de Charles VII dans Jeanne d'Arc de Victor Fleming
- Oscar du meilleur acteur en 1953 pour les rôles de Henri de Toulouse-Lautrec et d'Alphonse de Toulouse-Lautrec dans Moulin Rouge de John Huston